# Студена (ријека)
Студена је притока ријеке Велике Усоре. Настаје спајањем мањих водотока на територији насељеног мјеста Угодновићи у општини Теслић. Дуга је 11,8 km. На крају свог тока се улива у Велику Усору.

## Одлике
Настаје на надморској висини од 1.010 метара, а у Велику Усору се улива на висини од 385 метара, што њен укупан пад чини 625 метара, односно 5,3%. У свом горњем току има планински карактер, а њене обале достижу висину и до 300 метара, што ствара уску клисуру. Њена ширина се креће између 2 до 5 метара, а дубина до 0,5 метара. Према мјерењима извршеним 26. јула 1997. на ушћу у Велику Усору, њен проток износи 1.286 литара у секунди. Због великог пада, на њој је предвиђена изградња мале хидроелектране.